# توماس گوتییرز آلئا
توماس گوتییرز آلئا (اسپانیایی: Tomás Gutiérrez Alea‎؛ ۱۱ دسامبر ۱۹۲۸ – ۱۶ آوریل ۱۹۹۶) کارگردان فیلم اهل کوبا بود. او نویسنده و کارگردان بیش‌از ۲۰ فیلم، مستند و فیلم کوتاه است که برای نگرش به کوبای پس از انقلاب شناخته شده‌است. از جمله آثار وی می‌توان به مرگ یک بوروکرات (۱۹۶۶)، شام آخر (۱۹۷۶)، و توت‌فرنگی و شکلات (۱۹۹۴) اشاره کرد.
فیلم‌های آلئا دربرگیرندهٔ تعهد به انقلاب و انتقاد از شرایط اجتماعی، اقتصادی و سیاسی کشور است.
وی همچنین برندهٔ جوایزی همچون کمک‌هزینه گوگنهایم و جایزه بزرگ هیئت داوران در چهل و چهارمین جشنواره بین‌المللی فیلم برلین شده‌است.
گوتییرز آلئا در ۱۶ آوریل ۱۹۹۶ در هاوانا در سن ۶۷ سالگی درگذشت. او در گورستان کولون دفن شده‌است.